# گونگچن
گونگکن (به لاتین: Gongqên) یک منطقهٔ مسکونی در جمهوری خلق چین است که در منطقه خودمختار تبت واقع شده‌است. گونگکن
- نفر جمعیت دارد.